# Saint-Jean-sur-Erve
Saint-Jean-sur-Erve foi uma comuna francesa na região administrativa de Pays de la Loire, no departamento de Mayenne. Estendia-se por uma área de 25,39 km². Em 2010 a comuna tinha 605 habitantes (densidade: 23,8 hab./km²).
Em 1 de janeiro de 2017, passou a formar parte da nova comuna de Blandouet-Saint Jean.